# Ludlul bēl nēmeqi
Ludlul bēl nēmeqi (accadico, Voglio lodare il Signore della sapienza) è un poema religioso babilonese in quattro tavole per complessivi 480 versi risalente al II millennio a.C. (periodo cassita)  comunemente conosciuto anche come il poema babilonese del "Giusto sofferente".
Il primo testo fu pubblicato nel 1875 da Henry Creswicke Rawlinson (1810-1895) nel IV volume del Cuneiform Inscriptions of Western Asia. L'edizione dell'assiriologo britannico  Wilfred George Lambert (1926-2011), per molti anni il riferimento fondamentale, è ora stata rimpiazzata dalla nuova edizione curata da Takayoshi Oshima.
I testi cuneiformi dell'opera sono stati rinvenuti nelle città di:  Ninive, Aššur, Babilonia, Sippar, Sultantepe.

## Tavola I
I primi 30 versi sono perduti. Conosciamo il I rigo Ludlul bēl nēmeqi grazie ai colofoni delle successive tavole. E, come è usanza mesopotamica, il primo rigo riportato nei colofoni ne costituisce il titolo con cui veniva individuato e classificato: Ludlul bēl nēmeqi (lett. [Voglio lodare] il Signore della sapienza) dove ludlul (termine derivato dal verbo dalālu) costituisce la parte fissa delle "preghiere a mano alzata" (šu-íl-lá) recitate in occasione di malattie o disgrazie, per ottenere il soccorso da parte della divinità, il quale, una volta realizzatosi, veniva ripagato con "preghiere di ringraziamento" che consentivano il diffondersi del culto nei suoi confronti; Bēl è l'epiteto, con il significato di "Signore", con cui si invocava il re degli dèi e dio poliade della città di Babilonia, Marduk; nēmequ è il termine in lingua accadica con cui si indica la "conoscenza", la "sapienza, la "saggezza", l'"esperienza".
Segue un inno a Marduk considerato come una tempesta che turbina, ma il cui soffio è buono come la brezza di primo mattino, un dio la cui:
(Ludlul bēl nēmeqi Tavola I, v.11-12; traduzione di Giorgio R. Castellino)
L'orante in questa tavola ricorda le sofferenze e le ingiustizie subite, concludendo:
(Ludlul bēl nēmeqi Tavola I, v.43; traduzione di Giorgio R. Castellino)
L'orante ha perso la sua sicurezza; cattivi presagi lo turbano; la gente parla male di lui; i cortigiani presentano petizioni per infangarne la reputazione; la calunnia  e la falsità lo circondano; il suo parlare si fa dunque muto; il suo grido, silenzio (rigo 72: šá-pu-tum šá-gi-ma-ti šá-qum-meš x še[...]). Da dignitario quale era la sua figura, ora è quella di un misero schiavo. Anche i parenti lo hanno abbandonato, lo hanno lasciato solo. L'intera città ora la guarda come un nemico. Il suo amico lo ha abbandonato e il suo compagno trama contro di lui. Colui che lo difende, cade; colui che lo calunnia viene innalzato. Lo hanno sostituito nella sua attività, anche nei riti religiosi è subentrato un altro al suo posto.

## Tavola II
L'anno è trascorso, e l'orante osserva che «voltandomi indietro (non vedo che) male su di me» (rigo 2:  asaḫḫurma lemun lemunma	). La sua disgrazia aumenta, ha invocato il dio che tuttavia non mostra il suo volto (rigo 4: ila al-si-ma ul-id-di-na pa-ni-šú). I divinatori non gli offrono risposte.
Eppure, sostiene l'orante, ciò che gli accade sarebbe ben meritato da colui che non cura il dio, che disprezza i riti, che è negligente nelle feste religiose, ma l'orante ricorda di aver sempre pregato e fatto offerte, di aver  seguito con cura le processioni alla dea, le preghiere del re accompagnate dalla musica erano per lui delizia. Aveva inoltre insegnato alla gente a onorare il dio e a comprendere il valore del nome della dea.
Allora, medita l'orante:
(Ludlul bēl nēmeqi, Tavola II, v.36; traduzione di Giorgio R. Castellino)
Infatti,
(Ludlul bēl nēmeqi, Tavola II, v.39; traduzione di Giorgio R. Castellino)
La condizione degli uomini è dunque fragile e incostante,
(Ludlul bēl nēmeqi, Tavola II, vv.43-47; traduzione di Giorgio R. Castellino)
Ma i mali dell'orante non si fermano a quelli che attengono alla sua onorabilità o ai suoi rapporti sociali e alla fortuna negli affari, ora riguardano anche le sofferenze fisiche e le malattie: tosse, febbre, impotenza, infezioni, paralisi acuite dalla fame procurata dalla miseria tormentano l'orante. La sua casa è ora una prigione, il corpo è una piaga, trascorre le notti nella sua sporcizia. Il dio non viene in suo aiuto. La morte è prossima e il nemico ne gode.

## Tavola III
La mano divina pesa sull'orante, nella malattia vaneggia e geme. In un sogno gli appare un giovane di splendide fattezze che impugna un ramo di tamarisco per le purificazioni. Questo giovane comunica all'orante che Laluralimma di Nippur lo ha inviato per purificarlo: e con l'acqua lo splendido giovane lo purifica. In un altro sogno un giovane gli appare inviato da Marduk. Qui, al verso 43 della III Tavola appare il possibile nome dell'orante a cui Marduk ha inviato il giovane luminoso:  Šubši-mešrê-Šakkan. A  Šubši-mešrê-Šakkan il giovane inviato da Marduk in sogno cura le membra e lo purifica.

## Tavola IV
Marduk ha ascoltato i lamenti e le preghiere dell'orante:
(Ludlul bēl nēmeqi, Tavola IV, vv.2-6; traduzione di Giorgio R. Castellino)
Marduk ha ascoltato i lamenti e le preghiere dell'orante:
(Ludlul bēl nēmeqi, Tavola IV, vv. 33-35; traduzione di Giorgio R. Castellino)
Ora l'orante rende grazie al dio che lo ha fatto tornare in vita, lui che era sceso nella fossa. L'orante prega Marduk e la sua paredra Ṣarpānītu offrendo loro incenso odoroso, sacrifici e libagioni.
Il Ludlul bēl nēmeqi conclude così con l'ultima riga, la n.100 della IV Tavola:
(Ludlul bēl nēmeqi, Tavola IV, v. 100; traduzione di Giorgio R. Castellino)